# Campeonato Paulista de Futebol de 1922
O Campeonato de Foot-Ball da Associação Paulista de Sports Athleticos de 1922 foi a 10.ª edição do campeonato organizado pela APEA, jogado pelos clubes paulistas filiados a esta associação. É reconhecida como legítima edição do Campeonato Paulista de Futebol pela FPF.
Disputada entre 23 de abril daquela ano até 4 de fevereiro de 1923, teve o Sport Club Corinthians Paulista como campeão e o Palestra Itália em segundo lugar. A equipe corintiana confirmou o título na última rodada, ao vencer o Paulistano. Devido as comemorações dos primeiros cem anos da Independência do Brasil, o então Trio de Ferro do futebol paulistano lutou cabeça a cabeça pela Taça do Centenário da Independência.
As partidas foram realizadas nos estádios Jardim América, Chácara da Floresta, Rua São Jorge, Ponte Grande, Vila Belmiro, Ypiranga e Parque Antárctica. Ao todo, foram 94 jogos, com 392 gols (média de 4,17 por partida).

## Participantes
- Atlética das Palmeiras
- Corinthians
- Germânia
- Internacional
- Mackenzie/Portuguesa
- Minas Gerais
- Palestra Itália
- Paulistano
- Santos
- São Bento
- Syrio
- Ypiranga

## Regulamento
A partir desse campeonato adotou-se modelo um pouco diverso do tradicional e simples todos contra todos em turno e returno.
'1º turno' - Os 12 participantes se enfrentarão. Ao fim do turno, apenas os 8 melhores classificados disputarão o segundo turno. Se mais de uma equipe empatar na oitava posição, disputarão jogos entre si, em turno único, se classificando quem mais pontuar nessa fase desempate, até completar as 8 classificadas ao segundo turno.
'2º turno' - Os 8 melhores classificados do primeiro turno se enfrentarão, com mando de campo invertido em relação ao 1º turno. O maior pontuador geral dos dois turnos, descontando os pontos da fase desempate, se houver, será o campeão.

## Tabela

### Primeiro Turno
- Ypiranga 1-1 Atlética das Palmeiras - Campo do Ypiranga – 23 de abril de 1922
- Palestra Itália 2-2 Corinthians - Campo do Parque Antárctica – 23 de abril de 1922
- Germânia 1-3 Santos - Campo da Chácara da Floresta – 23 de abril de 1922
- Syrio 2-0 Internacional - Campo do Parque Antárctica – 30 de abril de 1922
- Minas Gerais 1-0 São Bento - Campo da Ponte Grande – 30 de abril de 1922
- Mack-Port 0-2 Paulistano  - Campo da Chácara da Floresta – 30 de abril de 1922
- Palestra Itália 3-0 Ypiranga - Campo do Parque Antárctica – 07 de maio de 1922
- Corinthians 5-0 Germânia - Campo da Ponte Grande – 07 de maio de 1922
- Santos 3-4 Minas Gerais - Campo da Vila Belmiro – 07 de maio de 1922
- Atlética das Palmeiras 3-1 Mack-Port - Campo da Chácara da Floresta – 07 de maio de 1922
- Santos 3-1 Internacional - Campo da Vila Belmiro – 14 de maio de 1922
- Ypiranga 2-2 Syrio - Campo do Parque Antárctica – 14 de maio de 1922
- Palestra Itália 4-2 Internacional - Campo do Parque Antárctica – 21 de maio de 1922
- São Bento 1-2 Syrio - Campo da Chácara da Floresta – 21 de maio de 1922
- Corinthians 6-3 Atlética das Palmeiras - Campo da Ponte Grande – 28 de maio de 1922
- Minas Gerais 1-3 Ypiranga - Campo da Chácara da Floresta – 28 de maio de 1922
- Mack-Port 1-4 Syrio - Campo do Ypiranga – 28 de maio de 1922
- Syrio 1-3 Paulistano  - Campo da Chácara da Floresta – 04 de junho de 1922
- Palestra Itália 2-0 São Bento - Campo do Parque Antárctica – 04 de junho de 1922
- Santos 2-6 Paulistano  - Campo da Vila Belmiro – 11 de junho de 1922
- Corinthians 3-2 Ypiranga - Campo da Ponte Grande – 11 de junho de 1922
- Minas Gerais 2-1 Mack-Port - Campo do Ypiranga – 11 de junho de 1922
- Germânia 1-6 Atlética das Palmeiras - Campo da Chácara da Floresta – 11 de junho de 1922
- Internacional 0-4 Paulistano  - Campo da Ponte Grande – 18 de junho de 1922
- Palestra Itália 2-1 Mack-Port - Campo do Parque Antárctica – 18 de junho de 1922
- Ypiranga 1-1 Germânia - Campo do Ypiranga – 18 de junho de 1922
- São Bento 0-1 Corinthians - Campo da Chácara da Floresta – 18 de junho de 1922
- Internacional 0-5 São Bento - Campo da Ponte Grande – 25 de junho de 1922
- Mack-Port 0-9 Corinthians - Campo do Parque Antárctica – 25 de junho de 1922
- Santos 1-4 Syrio - Campo da Vila Belmiro – 25 de junho de 1922
- Atlética das Palmeiras 1-2 Minas Gerais - Campo da Chácara da Floresta – 25 de junho de 1922
- Paulistano  2-3 Germânia - Campo do Jardim América – 25 de junho de 1922
- Germânia 1-4 Mack-Port - Campo do Ypiranga – 02 de julho de 1922
- Internacional 2-3 Minas Gerais - Campo da Ponte Grande – 02 de julho de 1922
- Atlética das Palmeiras 2-3 Syrio - Campo da Chácara da Floresta – 02 de julho de 1922
- Paulistano  2-3 Corinthians - Campo do Jardim América – 02 de julho de 1922
- Germânia 0-2 Internacional - Campo da Ponte Grande – 14 de julho de 1922
- Ypiranga 2-2 Internacional - Campo do Ypiranga – 30 de julho de 1922
- Minas Gerais 0-6 Palestra Itália - Campo da Ponte Grande – 30 de julho de 1922
- Syrio 4-0 Germânia - Campo do Parque Antárctica – 30 de julho de 1922
- Atlética das Palmeiras 1-0 São Bento - Campo da Chácara da Floresta – 30 de julho de 1922
- Santos 2-3 Mack-Port - Campo da Vila Belmiro – 30 de julho de 1922
- Atlética das Palmeiras 1-1 Santos - Campo da Chácara da Floresta – 03 de setembro de 1922
- Ypiranga 2-1 Mack-Port - Campo do Ypiranga – 03 de setembro de 1922
- Atlética das Palmeiras 4-0 Internacional - Campo da Chácara da Floresta – 08 de outubro de 1922
- Minas Gerais 0-0 Syrio - Campo da Ponte Grande – 08 de outubro de 1922
- Internacional 1-3 Mack-Port - Campo da Ponte Grande – 15 de outubro de 1922
- Minas Gerais 2-4 Germânia - Campo da Chácara da Floresta – 15 de outubro de 1922
- Ypiranga 2-0 Santos - Campo do Ypiranga – 15 de outubro de 1922
- Germânia 1-4 Palestra Itália - Campo da Chácara da Floresta – 04 de novembro de 1922
- Corinthians 9-0 Internacional - Campo da Ponte Grande – 05 de novembro de 1922
- Paulistano  3-2 Ypiranga - Campo do Jardim América – 05 de novembro de 1922
- São Bento 1-0 Santos - Campo da Chácara da Floresta – 05 de novembro de 1922
- Paulistano  5-0 Minas Gerais - Campo do Jardim América – 12 de novembro de 1922
- Palestra Itália 3-2 Atlética das Palmeiras - Campo do Parque Antárctica – 12 de novembro de 1922
- Corinthians 2-3 Syrio - Campo da Ponte Grande – 12 de novembro de 1922
- São Bento 3-4 Germânia - Campo da Chácara da Floresta – 12 de novembro de 1922
- Mack-Port 0-5 São Bento - Campo da Ponte Grande – 15 de novembro de 1922
- Palestra Itália 2-3 Syrio - Campo do Parque Antárctica – 19 de novembro de 1922
- Corinthians 6-2 Santos - Campo da Ponte Grande – 19 de novembro de 1922
- Atlética das Palmeiras 2-2 Paulistano  - Campo da Chácara da Floresta – 19 de novembro de 1922
- São Bento 1-0 Ypiranga - Campo do Jardim América – 26 de novembro de 1922
- Palestra Itália 2-0 Santos - Campo do Parque Antárctica – 26 de novembro de 1922
- Corinthians 4-0 Minas Gerais - Campo da Ponte Grande – 26 de novembro de 1922
- Palestra Itália 2-3 Paulistano  - Campo do Parque Antárctica – 10 de dezembro de 1922
- São Bento 3-0 Paulistano  - Campo da Ponte Grande – 03 de dezembro de 1922

As oito primeiras equipes classificaram-se para o Segundo Turno. Germânia, Mack-Port, Santos e Internacional estão eliminados..

### Segundo turno
- Atlética das Palmeiras 2-3 Syrio - Campo da Chácara da Floresta – 26 de novembro de 1922
- Atlética das Palmeiras 0-0 Corinthians - Campo da Chácara da Floresta – 03 de dezembro de 1922
- Ypiranga 5-0 Minas Gerais - Campo do Ypiranga – 03 de dezembro de 1922
- Syrio 1-1 Minas Gerais - Campo da Ponte Grande – 10 de dezembro de 1922
- Atlética das Palmeiras 1-0 Ypiranga - Campo da Chácara da Floresta – 10 de dezembro de 1922
- Palestra Itália 4-1 Minas Gerais - Campo do Parque Antárctica – 17 de dezembro de 1922
- Ypiranga 4-2 Paulistano  - Campo do Ypiranga – 17 de dezembro de 1922
- Corinthians 7-0 São Bento - Campo da Ponte Grande – 17 de dezembro de 1922
- Minas Gerais 3-0 São Bento - Campo da Ponte Grande – 23 de dezembro de 1922
- Palestra Itália 3-2 Corinthians - Campo do Parque Antárctica – 24 de dezembro de 1922
- Paulistano  4-1 Atlética das Palmeiras - Campo do Jardim América – 25 de dezembro de 1922
- Minas Gerais 3-5 Paulistano  - Campo da Chácara da Floresta – 31 de dezembro de 1922
- Ypiranga 2-2 São Bento - Campo do Ypiranga – 31 de dezembro de 1922
- Palestra Itália 1-0 Syrio - Campo do Parque Antárctica – 31 de dezembro de 1922
- Atlética das Palmeiras 1-2 Palestra Itália - Campo da Chácara da Floresta – 07 de janeiro de 1923
- Ypiranga 0-3 Corinthians - Campo do Parque Antárctica – 07 de janeiro de 1923
- Syrio 5-2 São Bento - Campo da Ponte Grande – 07 de janeiro de 1923
- São Bento 0-1 Palestra Itália - Campo da Ponte Grande – 14 de janeiro de 1923
- Paulistano  3-3 Syrio - Campo do Jardim América – 14 de janeiro de 1923
- Minas Gerais 2-7 Corinthians - Campo da Chácara da Floresta – 14 de janeiro de 1923
- Atlética das Palmeiras 3-0 São Bento - Campo da Chácara da Floresta – 21 de janeiro de 1923
- Paulistano  5-1 Palestra Itália - Campo do Jardim América – 21 de janeiro de 1923
- Syrio 0-1 Corinthians - Campo da Rua São Jorge  – 25 de janeiro de 1923
- Paulistano  0-2 São Bento - Campo do Jardim América – 28 de janeiro de 1923
- Palestra Itália 4-1 Ypiranga - Campo do Parque Antárctica – 28 de janeiro de 1923
- Atlética das Palmeiras 3-0 Minas Gerais - Campo da Chácara da Floresta – 28 de janeiro de 1923
- Syrio 4-3 Ypiranga - Campo da Ponte Grande – 03 de fevereiro de 1923
- Corinthians 2-0 Paulistano[*] - Campo da Chácara da Floresta – 04 de fevereiro de 1923

[*]Com a vitória sobre o Paulistano, o Corinthians não poderia mais ser alcançado pelo Palestra Itália e se sagrou campeão.
| Campeão Paulista de 1922 |
| ------------------------ |
| CORINTHIANS (3º título)  |

## Classificação final
| Classificação - Final | Classificação - Final  | Classificação - Final | Classificação - Final | Classificação - Final | Classificação - Final | Classificação - Final | Classificação - Final | Classificação - Final | Classificação - Final | Classificação - Final | Classificação - Final |
| Time | Time                   | PG                    | J                     | V                     | E                     | D                     | GP                    | GC                    | SG                    |                       |                       |
| --- | ---------------------- | --------------------- | --------------------- | --------------------- | --------------------- | --------------------- | --------------------- | --------------------- | --------------------- | --------------------- | --------------------- |
| 1 | Corinthians            | 30                    | 18                    | 14                    | 2                     | 2                     | 72                    | 19                    | 53                    |                       |                       |
| 2 | Palestra Itália        | 29                    | 18                    | 14                    | 1                     | 3                     | 48                    | 24                    | 24                    |                       |                       |
| 3 | Syrio                  | 26                    | 18                    | 11                    | 4                     | 3                     | 44                    | 27                    | 17                    |                       |                       |
| 4 | Paulistano             | 22                    | 18                    | 10                    | 2                     | 6                     | 51                    | 34                    | 17                    |                       |                       |
| 5 | Atlética das Palmeiras | 18                    | 18                    | 7                     | 4                     | 7                     | 37                    | 29                    | 8                     |                       |                       |
| 6 | Ypiranga               | 15                    | 18                    | 5                     | 5                     | 8                     | 32                    | 34                    | - 2                   |                       |                       |
| 7 | Minas Gerais           | 14                    | 18                    | 6                     | 2                     | 10                    | 25                    | 54                    | - 29                  |                       |                       |
| 8 | São Bento              | 13                    | 18                    | 6                     | 1                     | 11                    | 25                    | 32                    | - 7                   |                       |                       |
| 9 | Germânia               | 7                     | 11                    | 3                     | 1                     | 7                     | 16                    | 36                    | - 20                  |                       |                       |
| 10 | Mackenzie-Portuguesa   | 6                     | 11                    | 3                     | 0                     | 8                     | 15                    | 33                    | - 18                  |                       |                       |
| 11 | Santos                 | 5                     | 11                    | 2                     | 1                     | 8                     | 17                    | 31                    | - 14                  |                       |                       |
| 12 | Internacional          | 3                     | 11                    | 1                     | 1                     | 9                     | 10                    | 39                    | - 29                  |                       |                       |
| PG - pontos ganhos; J - jogos; V - vitórias; E - empates; D - derrotas; GP - gols pró; GC - gols contra; SG - saldo de gols |                        |                       |                       |                       |                       |                       |                       |                       |                       |                       |                       |